# Régine Quéva
Régine Quéva est une auteure française née le 23 novembre 1960 à Vitry-le-François (Marne).

## Vie professionnelle
Après des études dans la publicité (École Nationale de Commerce de Paris), elle entre à l’École Normale d’Instituteurs de Châlons-sur-Marne (aujourd’hui Châlons-en-Champagne) et devient institutrice, puis directrice d’école dans différents villages de la Montagne de Reims, ainsi qu’à Mourmelon-le-Grand, de 1985 à 1992.
Elle entre ensuite aux Éditions Hatier, puis aux Incollables (Éditions Play Bac) où elle devient responsable éditoriale. Elle quitte Paris pour écrire ses premiers ouvrages scolaires et de pédagogie. Sollicitée en 2000, par les Éditions Hachette, elle adapte à leur demande une pédagogie différenciée et un soutien scolaire à l’échelle nationale (en français et en maths du CE1 à la terminale) dans le cadre d’un joint-venture avec l’entreprise américaine Sylvan. Le projet qui durera deux ans rassemblera une équipe d’enseignants du primaire et du secondaire et permettra aux élèves de bénéficier d’une remédiation personnalisée selon leur type d’intelligence. Il sera mis en place dans différentes villes de France.Elle revient ensuite dans l’édition scolaire, aux Éditions Delagrave, de 2002 à 2005. À partir de cette date, elle se consacre à l’écriture de différents ouvrages, tout en animant de nombreuses formations d’enseignants au Maroc. 
Depuis 2009, à la suite de l'écriture d’ouvrages pratiques, elle développe différents types d’ateliers (cuisine aux algues, produits naturels) ainsi que des conférences et participe à de nombreuses émissions de télévision et de radio.
Elle fut, à ce titre, chargée de cours à l'UCO de Guingamp sur la thématique des Algues,,.

## Éducation populaire
En 1976, Régine Quéva découvre les Francas où elle devient animatrice, puis directrice de centre de loisirs et formatrice. Elle se spécialise dans les loisirs scientifiques (l’astronomie) et dirige de nombreux centres de loisirs pour enfants et adolescents.

## Vie associative
Pour démocratiser la consommation d’algues bretonnes et diffuser les connaissances au grand public, Régine Quéva a créé « la consœurerie des Croqueuses d’algues » avec de Catherine Le Joncour et Monique Kubiak. Elle en fut la présidente de 2013 jusqu’à la dissolution de l’association en octobre 2021.
Membre de l’association Foodalgues, elle contribue actuellement à la diffusion de recettes de cuisine aux algues et de connaissances variées sur les algues. 

## Publications
Régine Quéva écrit ses premiers ouvrages en 1996 qui paraitront chez Hachette Éducation (ouvrages de pédagogie pratique destinés à l’école maternelle). Ils seront suivis de manuels scolaires, d’ouvrages parascolaires où elle devient directrice de collection et d’ouvrages destinés aux parents,,.  
Elle s’éloigne ensuite de l’école avec des livres grand public de vulgarisation scientifique, aux Éditions Librio et J'ai Lu. 
Ces ouvrages sont suivis de livres sur les algues (Flammarion, Larousse,) et sur les produits naturels (Éditions J’ai Lu, puis Larousse).
Son premier roman parait chez Flammarion en juin 2019, Les 12 vies d'Anna.

### Romans
- Les 12 vies d'Anna, Flammarion, 2019 (ISBN 9782081485068)

### Ouvrages pratiques
- Fabriquer sa lessive, son dentifrice, son shampoing, ses produits d'entretien... : Nouvelle édition enrichie, Larousse, 2021  (ISBN 9782035994769)
- En route vers l’autosuffisance, Larousse, 2021  (ISBN 9782081485068)

- En route vers le zéro déchet au quotidien, ,Larousse, 2020  (ISBN 9782081485068)

- Je fabrique ma lessive, coffret, Larousse, 2020  (ISBN 9782035963758)

- La révolution quotidienne, Larousse, 2020  (ISBN 9782035968463)

- Fabriquer ses produits de beauté et santé, Larousse, 2019 (ISBN 2035960134)
- Les super pouvoirs des algues, Larousse, 2019 (ISBN 9782035960283)
- Fabriquer sa lessive, son dentifrice, son shampoing, ses produits d'entretien..., Larousse, 2018 (ISBN 978-2-03-594633-1)
- Le nouveau Guide des Algues de l’Estran, 2018 (ISBN 979-10-92832-05-1)
- Algues gourmandes : Les vertus de la mer sont dans l'assiette !, Catherine Le Joncour et Régine Quéva (Auteures) et Catherine Madani (Photographie), Flammarion, 2017 (ISBN 2081408481)
- Le guide des algues de l’estran nouvelle édition,  (ISBN 979-10-92832-04-4), 2016
- Savez-vous goûter les algues, Presses de l'EHESP, 2016 (ISBN 978-2-8109-0443-3)
- Le guide des algues de l’estran nouvelle édition, 2015 (ISBN 979-10-92832-03-7)
- Mes recettes naturelles (le chevalet), 2015  (ISBN 979-10-92832-02-0)
- La beauté par les algues, coll. Bien-être, Flammarion, 2014  (ISBN 978-2081342903)
- Magnésium, Algues et Santé, Grancher, 2013  (ISBN 978-2733912560)
- Recettes nature pour la beauté, la santé et la maison, coll. Bien-être, J'ai lu, 2012  (ISBN 978-2290065297)
- Les bienfaits du vinaigre, J'ai lu, 2011  (ISBN 9782290031889)
- Les bienfaits du chlorure de magnésium, J'ai lu, 2011  (ISBN 978-2290031858)
- Les bienfaits du bicarbonate de soude, J'ai lu, 2011  (ISBN 9782290031841)
- Les bienfaits de l'argile, J'ai lu, 2011  (ISBN 9782290031872)
- Les algues, Marabout, 2011  (ISBN 978-2501073516)

### Ouvrages de pédagogie
- La science est un jeu, Librio, 2011  (ISBN 9782290002124)
- 365 quiz et activités, Deux coqs d'or, 2011  (ISBN 2013935838)
- L'écologie est un jeu, Librio, 2010  (ISBN 9782290020999)
- Guide du ciel, Les Secrets de la Voie Lactée, Librio, 2009  (ISBN 9782290013175)
- La culture est un jeu, Librio, 2008  (ISBN 9782290009307)
- La science est un jeu, Librio, 2007  (ISBN 9782290029992)
- Le cycle des approfondissements, cycle 3, Hachette Éducation, 2007  (ISBN 9782011710017)
- L'école maternelle, PS, MS, GS, Hachette Éducation, 2007  (ISBN 9782011709981)
- L'école maternelle, PS, MS, GS, Hachette Éducation, 2006  (ISBN 9782011709264)
- Activités pour la classe de grande section, Hachette Éducation, 2006  (ISBN 2011706475)
- Activités pour la classe de moyenne section, Hachette Éducation, 2006  (ISBN 2011708923)
- Activités pour la classe de petite section, Hachette Éducation, 2006  (ISBN 2011708915)
- Le cycle des apprentissages fondamentaux, cycle 2, Hachette Éducation, 2004  (ISBN 9782011707666)
- Le cycle des approfondissements, cycle 3, Hachette Éducation, 2003  (ISBN 9782011707673)
- Cartons, ballons et raquettes en Moyenne Section, Hachette Éducation, 2003  (ISBN 2011707579)
- Enrichir son vocabulaire en Petite Section, Hachette Éducation, 2003  (ISBN 2011707609)
- Géométrie en moyenne section, Hachette Éducation, 2003  (ISBN 2011707552)
- Communiquer, se faire comprendre, Hachette Éducation, 2002  (ISBN 9782011707260)
- Danse et expression corporelle, Hachette Éducation, 2002  (ISBN 9782011707246)
- Enrichir son vocabulaire, Hachette Éducation 2001  (ISBN 9782011706928)
- Communiquer, se faire comprendre, Hachette Éducation, 2001  (ISBN 9782011706089)
- Géométrie en petite section, Hachette Éducation, 2000  (ISBN 2011706483)
- Enrichir son vocabulaire, Hachette Éducation, 2000  (ISBN 9782011706508)
- Géométrie, Hachette Éducation, 2000  (ISBN 9782011706485)
- Construire son langage, Hachette Éducation, 2000  (ISBN 9782011706492)
- Danse et expression corporelle, Hachette Éducation, 2000  (ISBN 9782011706522)
- Lecture avec Cassiopée CE2, Magnard, 2000  (ISBN 2210747082)
- Autour d'un conte, Hatier, 1999  (ISBN 9782218726415)
- Ballons, balles et raquettes, Hachette Éducation, 1999  (ISBN 9782011706041)
- Lecture avec Antarès CM1, Magnard, 1999  (ISBN 2210747104)
- Lecture avec Zoé la pieuvre CE1, Magnard, 1999  (ISBN 2210747066)
- Lecture CM2 avec Sirius, Magnard, 1999  (ISBN 2210747120)
- Lecture Grande Section avec César Le Renard, Magnard, 1999  (ISBN 2210741521)
- Jeux de société, Hachette Éducation, 1999  (ISBN 9782011705990)
- Lecture Moyenne section avec Martin le lapin, Magnard, 1999  (ISBN 2210741505)
- Communiquer, se faire comprendre, Hachette Éducation, 1999  (ISBN 9782011706089)
- Lecture Petite section avec Fannette la chouette, Magnard, 1999  (ISBN 9782210741485)
- Danse et expression corporelle, Hachette Éducation, 1999  (ISBN 9782011706072)
- Il était un petit homme qui avait une drôle de trottinette, Hatier, 1998  (ISBN 9782743801731)
- Il était une bergère qui gardait ses biberons, Hatier, 1998  (ISBN 9782743801977)
- Jeux d'opposition, Hachette Éducation, 1998  (ISBN 9782011706065)
- Construire son langage, Hachette Éducation, 1998  (ISBN 9782011705679)
- L'eau et l'air, Hachette Éducation, 1998  (ISBN 9782011706539)
- Avec des cartons et des balles, Hachette Éducation, 1998  (ISBN 9782011705600)